# Brzeg Dolny

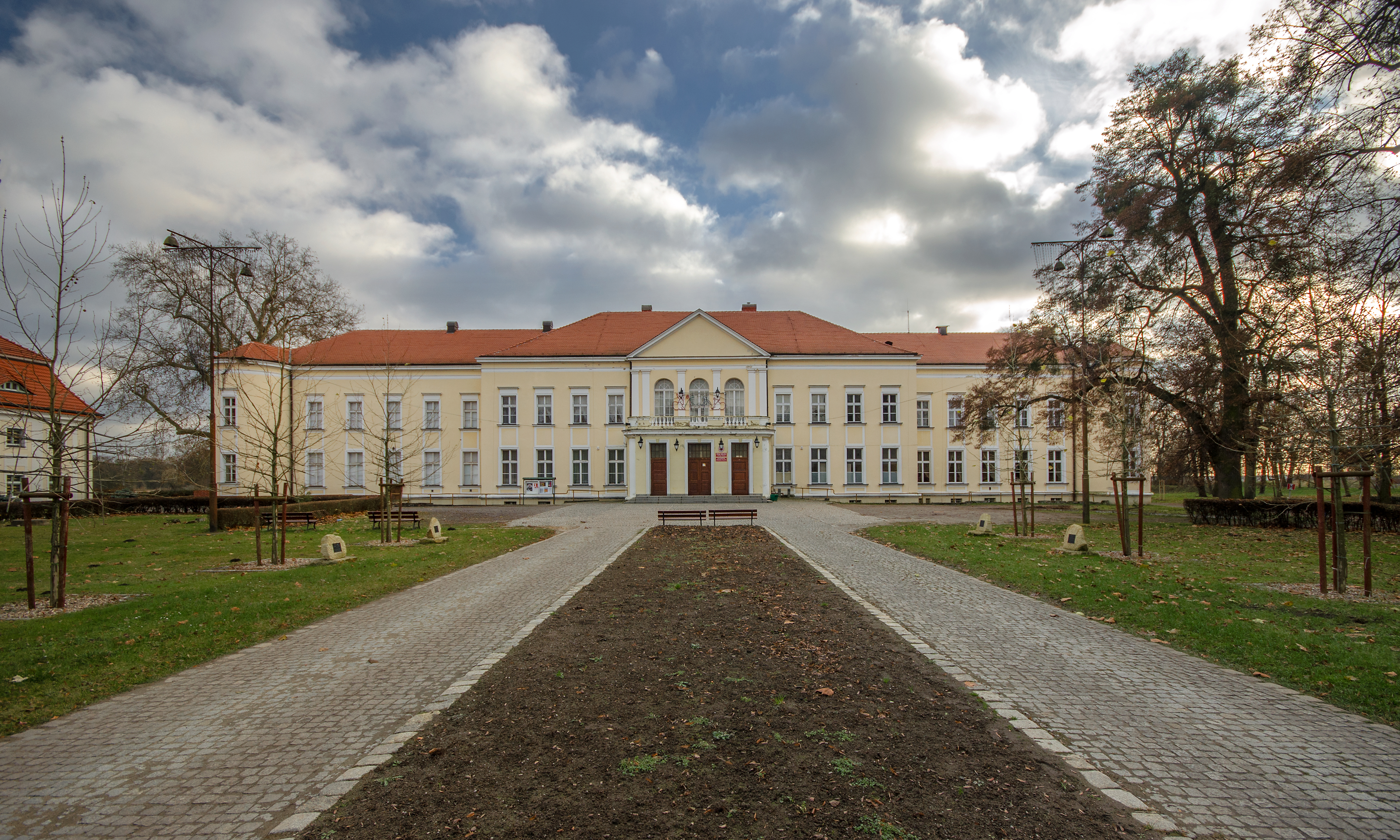
Schloss Dyhernfurth

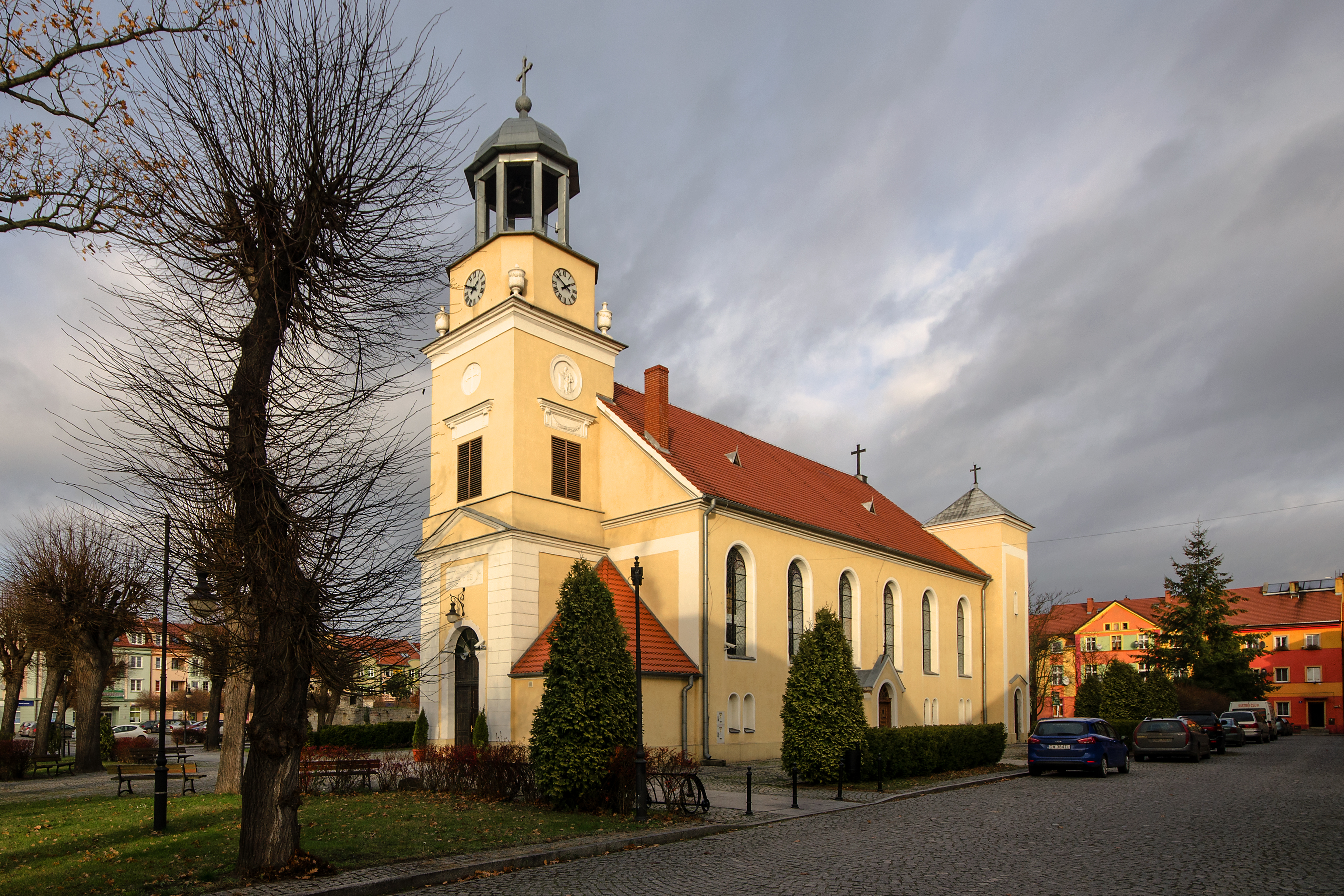
Pfarrkirche der hl. Muttergottes vom Skapulier

Brzeg Dolny [ˈbʒɛk ˈdɔlnɨ] (deutsch: Dyhernfurth) ist eine Stadt im Powiat Wołowski der Woiwodschaft Niederschlesien in Polen. Sie ist Sitz der gleichnamigen Stadt- und Landgemeinde mit 16.093 Einwohnern (Stand 31. Dezember 2020).

## Geografie
Die Stadt liegt in Niederschlesien am nördlichen Ufer der Oder, etwa 25 Kilometer nordwestlich von Breslau.

## Geschichte
Urkundlich erstmals erwähnt wurde „Brsega“ 1353. Es gehörte zum Herzogtum Breslau, das Herzog Heinrich VI. bereits 1327 als ein Lehen an den böhmischen König Johann von Luxemburg vergeben hatte. Nach Heinrichs VI. Tod 1335 fiel Dyhernfurth als erledigtes Lehen durch Heimfall an Böhmen.
Als im Jahre 1345 der jüdische Friedhof in Breslau geschlossen werden musste, entstand im späteren Dyhernfurth ein neuer Friedhof für die Breslauer Juden und nachfolgend eine große Jüdische Gemeinde. Wirtschaftlich eher unbedeutend, verfügte es ab dem 15. Jahrhundert über das Privileg einer Fähre über die Oder.
1660 erwarb der Oberamtskanzler Schlesiens, Georg Abraham Freiherr von Dyhrn, die Grundherrschaft und begann mit dem Ausbau des Ortes. 1663 wurde Brzeg in Dyhernfurth umbenannt. Zugleich verlieh der böhmische Landesherr Leopold I., in seiner Eigenschaft als König von Böhmen, Dyhernfurth das Stadtrecht. 1667 erlangte der Grundherr das Recht zur Errichtung einer Buchdruckerei. Unter seinem Nachfolger, dem Landeshauptmann Julius Ferdinand Graf von Jaroschin, wurde in Dyhernfurth eine jüdische Druckerei gegründet, die einen bedeutenden Ruf erlangte.
Nach dem Schlesischen Krieg 1742 fiel Dyhernfurth mit dem größten Teil Schlesiens an Preußen. Ab 1770 war die Herrschaft Dyhernfurth im Besitz der Familie des schlesischen Provinzialministers Carl Georg Heinrich von Hoym, dem der preußische König Friedrich Wilhelm II. 1786 die Grafenwürde verlieh. Er ließ zwischen 1780 und 1785 ein Schloss und verschiedene Bauten für den Schlosspark nach Entwurf des Architekten Carl Gotthard Langhans erbauen. Mit der Dyhernfurther Privilegirten Zeitung (1771–1772) erschien hier die erste jüdische Zeitung im Heiligen Römischen Reich, wobei für den deutschen Text die hebräische Schrift benutzt wurde.
Nach der Neugliederung Preußens gehörte die Stadtgemeinde Dyhernfurth ab 1816 zum Landkreis Breslau und ab 1818 zum Landkreis Wohlau, mit dem es bis 1945 verbunden blieb. 1860 wurde ein kleines Hospital gegründet. Mit dem Anschluss an das Schienennetz erfolgte ab 1875 ein wirtschaftlicher Aufschwung. Die I.G. Farben und die Schickert-Werk Bad Lauterberg errichteten in den 1930er Jahren in Dyhernfurth eine Produktionsstätte für chemische Kampfstoffe wie Tabun und Sarin. 1939 hatte Dyhernfurth 2013 Einwohner. Während des Zweiten Weltkrieges entstanden die beiden Außenlager Dyhernfurth I und II des KZ Groß Rosen in der Stadt.
Am 26. Januar 1945 erreichte die Rote Armee den Ort. Am 5. Februar gelang der deutschen Kampfgruppe Sachsenheimer im Rahmen der Niederschlesischen Operation ein Gegenangriff. Während der Kämpfe brannte das Schloss aus, das chemische Werk überstand sie unzerstört. Im März 1945 übergab die Rote Armee Dyhernfurth zusammen mit fast ganz Schlesien unter die Verwaltung der Volksrepublik Polen. Anschließend wurde Dyhernfurth in Brzeg Wołowski und 1947 in Brzeg Dolny umbenannt. Die deutsche Bevölkerung wurde – soweit sie nicht vorher geflohen war – 1945/46 vertrieben. Die neu angesiedelten Bewohner waren teilweise Zwangsumgesiedelte aus Ostpolen, das an die Sowjetunion gefallen war. Durch den Rückgang der Bevölkerung verlor Brzeg Dolny das Stadtrecht.
1947 nahm das chemische Werk die Produktion wieder auf. Es entwickelte sich unter der Bezeichnung Rokita-Werk zu einem der größten polnischen Chemiehersteller. 1954 erhielt Brzeg Dolny das Stadtrecht zurück, und bei einer Zählung 1959 lebten etwa 9000 Menschen in der Stadt. Das Schloss wurde wieder aufgebaut, jedoch ging dabei seine ursprüngliche Gestalt verloren.

## Sehenswürdigkeiten

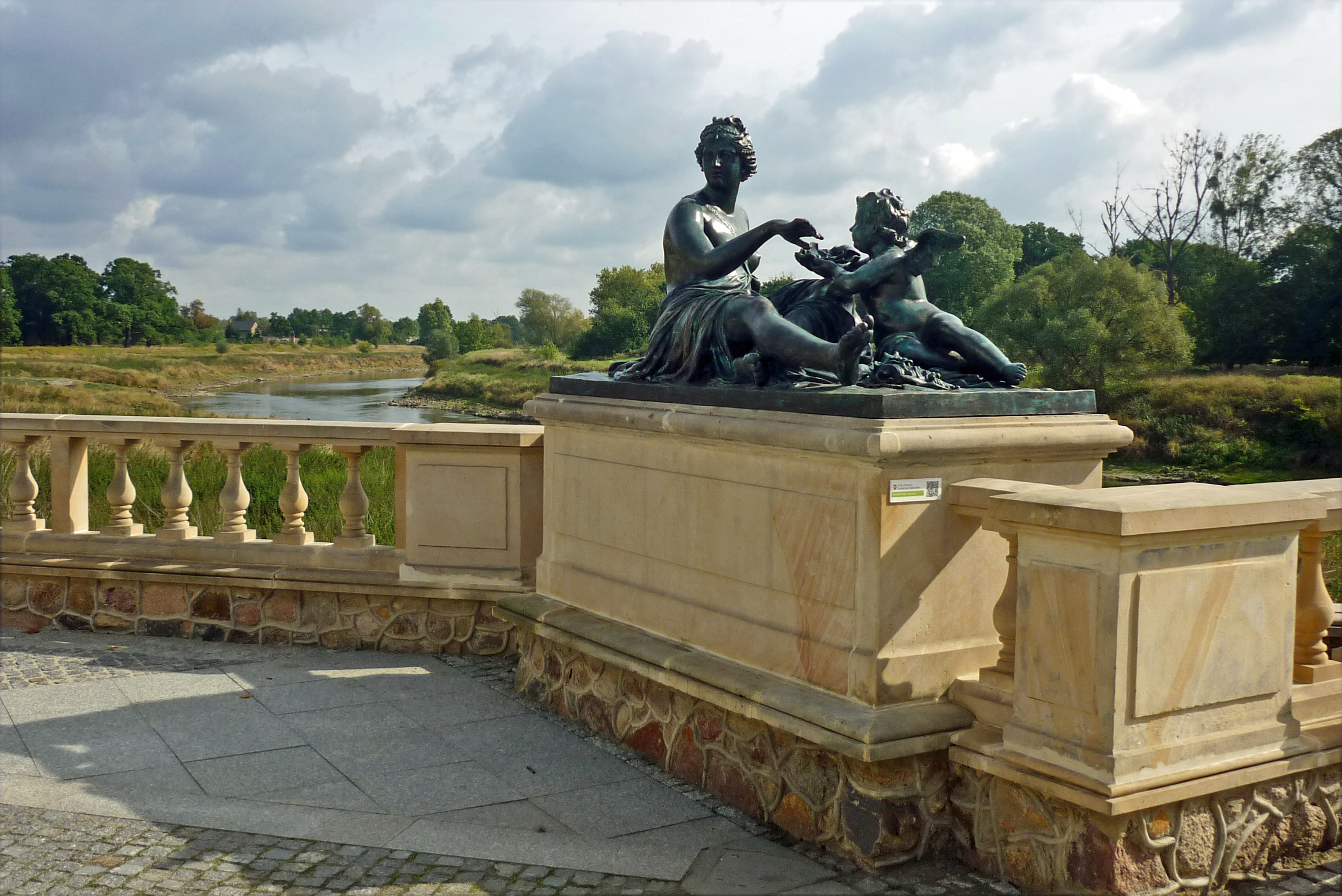
Blick von der Schlossterrasse auf die Oder

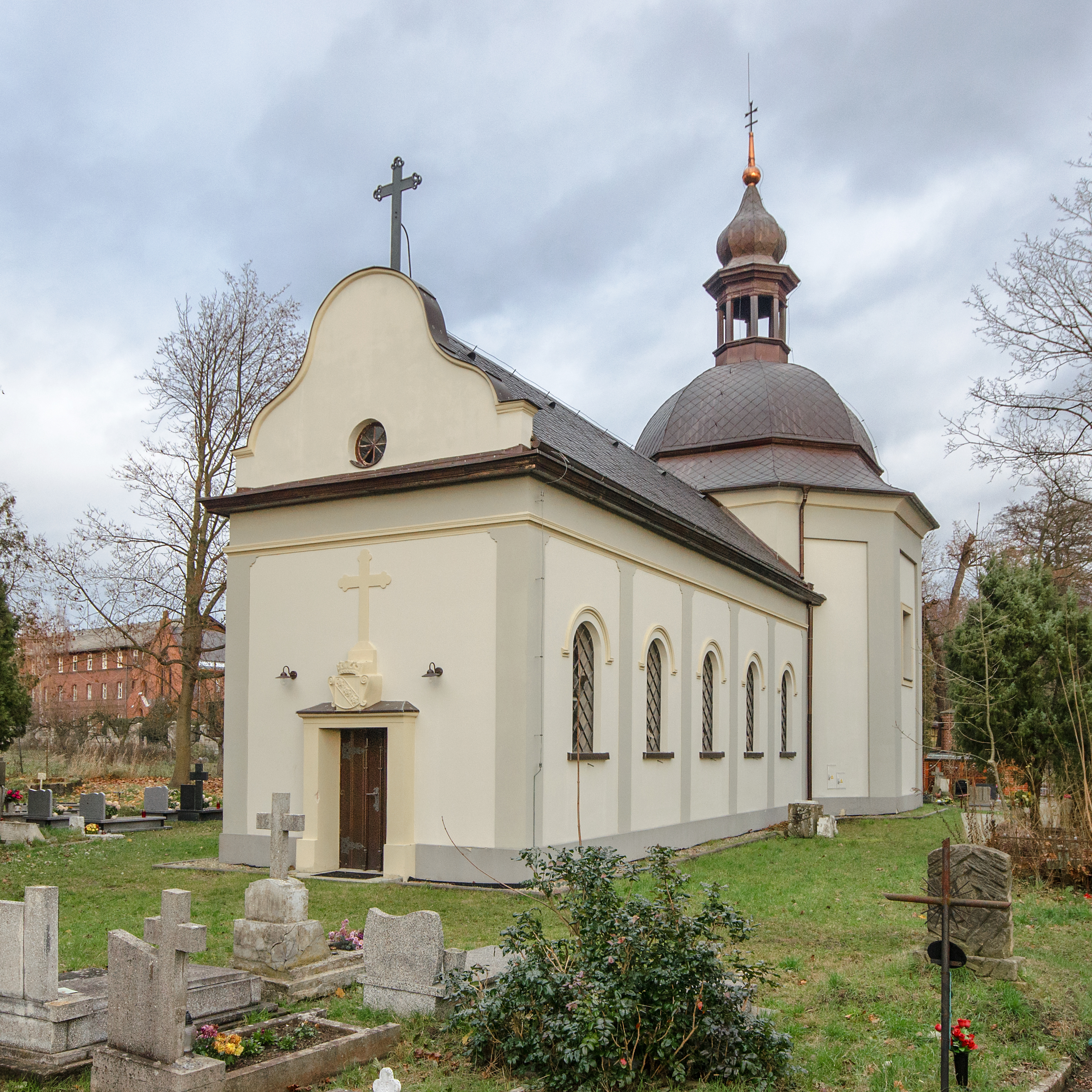
St.-Hedwigs-Kapelle

- 1281 wurde auf dem Platz einer bereits 1261 erwähnten Kirche im damaligen Dorf Wahren (Warzyń), der jetzt ein Vorort von Brzeg Dolny ist, die Allerheiligen-Kirche erbaut. Um 1580 wurde sie im Stil der Renaissance umgebaut. Der Hauptaltar im Stil des Neubarocks enthält ein Allerheiligengemälde. Am Pfeiler des Westportals befindet sich ein Bußkreuz mit einer Figur der Unbefleckten Empfängnis.
- Das Schloss Dyhernfurth wurde 1780–1785 vom damaligen Grundherrn Carl Georg Heinrich Graf Hoym nach Entwurf des Architekten Carl Gotthard Langhans errichtet und im 19. Jahrhundert von französischen Architekten umgebaut. Bei Kriegsende 1945 wurde es zum großen Teil zerstört, später teilweise wieder aufgebaut und 1998 renoviert.
- Neben dem Schloss befindet sich das sogenannte Kleine Schloss, das als Beamtenwohnhaus diente.
- Der Schlosspark wurde ebenfalls nach Entwurf des Architekten Carl Gotthard Langhans nach dem Vorbild des Wörlitzer Parks angelegt. Er war ursprünglich in drei Zonen gegliedert: Lustgarten (mit Teich und Inseln sowie Teehaus, Weinberghäuschen, Badesalon, Wasserspiel und Fasanerie), Nutzgarten (mit Mühle, Seidenraupenzucht und jüdischer Druckerei) und Meditationsgarten (mit Ruine einer neugotischen Kapelle von 1789, Eremitage, Grotte, Jüdischem Friedhof sowie dem Mausoleum der Familie von Hoym im Stil eines Griechischen Tempels). Es diente bis 1945 als Begräbnisstätte des Erbauers Carl Georg Heinrich Graf Hoym und seiner Nachfahren.
- Die St.-Hedwigs-Kapelle auf dem Friedhof wurde 1666 erbaut.

## Gemeinde
Zur Stadt-und-Land-Gemeinde (gmina miejsko-wiejska) Brzeg Dolny gehören die Stadt selbst und 13 Dörfer mit Schulzenämtern.

## Partnerschaften
- Barsinghausen, Deutschland
- Mont-Saint-Aignan, Frankreich

## Bevölkerungsentwicklung
| Jahr | Einwohner | Anmerkungen        |
| ---- | --------- | ------------------ |
| 1900 | 1389      | meist Evangelische |
| 1933 | 1761      | [ 6 ]              |
| 1939 | 2013      | [ 6 ]              |

## Persönlichkeiten

### Söhne und Töchter der Stadt
- Julius Isson (1819–1882), ursprünglich Juda Itzig, Mediziner und Opfer des Antisemitismus
- Gustav Joseph (1828–um 1891), deutscher Mediziner, Anthropologe und Zoologe
- Eugen von Schkopp (1839–1925), preußischer Generalmajor
- Theodor Kroner (1845–1923), deutscher Rabbiner
- Rudolf Weisker (1845–1887), deutscher Modelleur anatomischer Wachspräparate und Unternehmer
- Johannes Herda (* 1929), Lehrer und Parteifunktionär
- Aleksander Skorupa (* 1955), polnischer Politiker, langjähriger Bürgermeister von Brzeg Dolny
- Aleksandra Kurzak (* 1977), Opernsängerin

### Mit der Stadt verbundene Persönlichkeiten
- Sabbatai Ben Josef (1641–1718), jüdischer Schriftsteller und Sänger, Gründer der ersten jüdischen Buchdruckerei im Jahre 1687
- Karl Georg von Hoym (1739–1807), preußischer Staatsmann, verstarb in Dythernfurth
- Henriette Hanke (1785–1862), Schriftstellerin aus Jauer, verbrachte viele Jahre als Gemahlin des dortigen Pfarrers in Dyhernfurth und beschrieb in ihren Werken das Dyhernfurther Schloss und das Mausoleum.
- Hans Otte (1926–2007), Komponist, Pianist und Rundfunkredakteur, verbrachte seine Jugend in Dyhernfurth.